# Obszar ochrony ścisłej im. prof. Władysława Szafera
Obszar ochrony ścisłej im. prof. Władysława Szafera – leśny obszar ochrony ścisłej w Wolińskim Parku Narodowym, o powierzchni 101,17 ha, położony w województwie zachodniopomorskim, w powiecie kamieńskim, w gminie Międzyzdroje. Obszar leśny położony na wyspie Wolin, na Pagórkach Lubińsko-Wapnickich (Lelowa Góra 89 m n.p.m.), na południowym skraju Doliny Trzciągowskiej, 150 m na południe od zabudowań Wapnicy, 0,5 km na południowy zachód od Trzciągowa, 1 km na północny wschód od Lubina.
Celem ochrony jest zachowanie stanowisk starodrzewu buczyny pomorskiej z żywcem cebulkowym.
Po zachodniej stronie obszaru ochrony Jezioro Turkusowe z punktem widokowym Piaskowa Góra (53 m n.p.m.), na południowym zachodzie punkt widokowy Wzgórze Zielonka, skąd szeroka panorama na deltę wsteczną Świny. Wzdłuż zachodniej granicy obszaru ochrony znakowany niebieski turystyczny Szlak Nad Bałtykiem i Zalewem Szczecińskim (Międzyzdroje→ Wolin).
Obszarowi patronuje prof. Władysław Szafer.